# Oblastní rada Emek ha-ma'ajanot
Oblastní rada Emek ha-ma'ajanot (hebrejsky מועצה אזורית עמק המעיינות‎ - mo'aca ezorit Emek ha-ma'ajanot, doslova „oblastní rada Údolí pramenů“, anglicky Valley of Springs Regional Council) je administrativní část izraelského distriktu Sever.
Rozkládá se v okolí města Bejt Še'an a zahrnuje vesnická sídla v intenzivně zemědělsky využívaném Bejtše'anském údolí, jež je součástí Jordánského údolí, a také zčásti v pohoří Gilboa, které údolí lemuje na jihozápadní straně. Na západě toto údolí plynule přechází do Charodského údolí, kterým k řece Jordán teče vodní tok Nachal Charod.
Až do roku 2008 se tato oblastní rada nazývala oblastní rada Bik'at Bejt Še'an (hebrejsky מועצה אזורית בקעת בית שאן‎ - „mo'aca ezorit Bik'at Bejt Še'an“, doslova „oblastní rada Bejt Še'anské údolí“, anglicky: Bik'at Beit She'an Regional Council, Biq'at Bet She'an Regional Council nebo Beit She'an Valley Regional Council).

## Dějiny

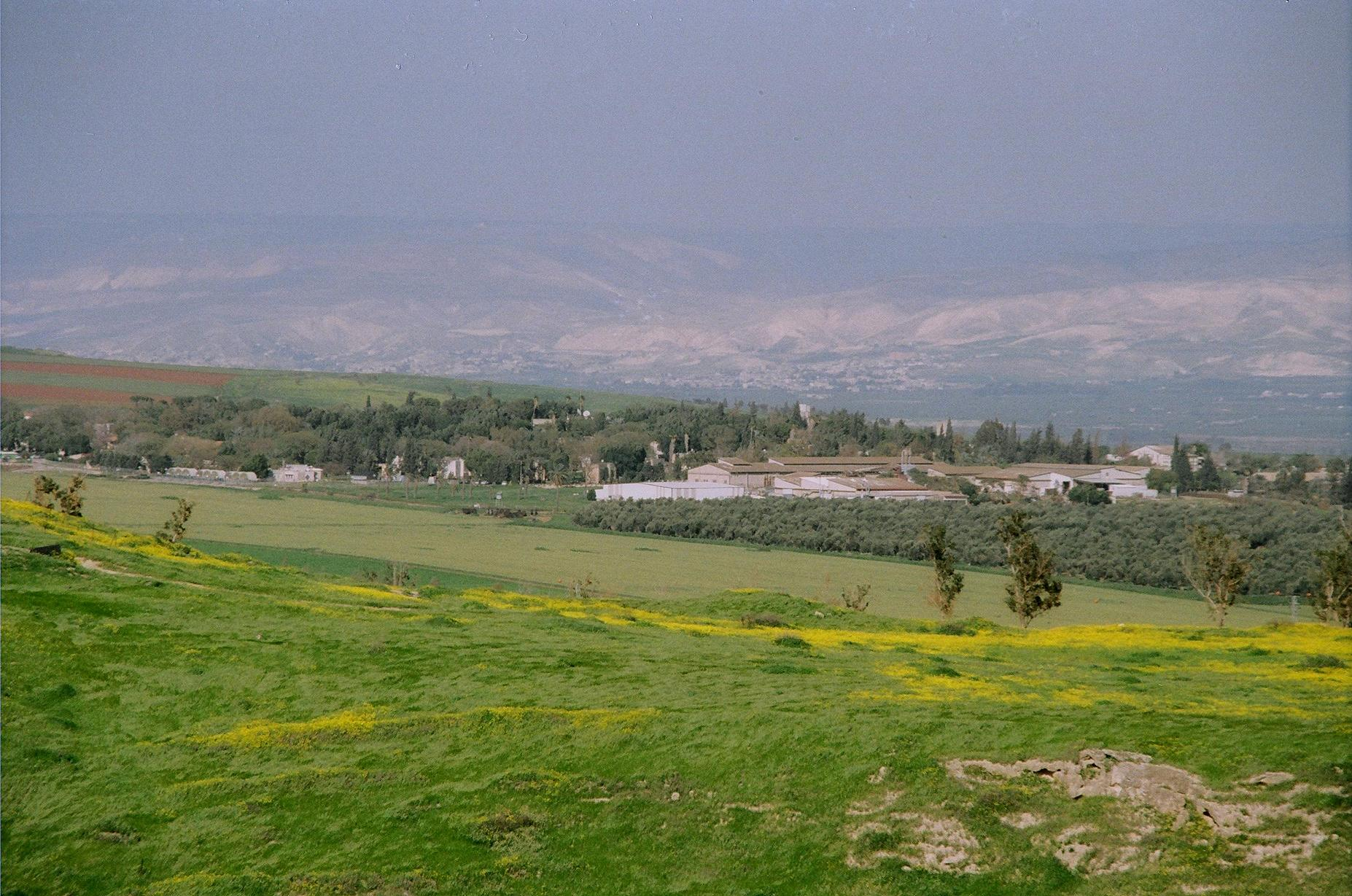
Kibuc Chamadja

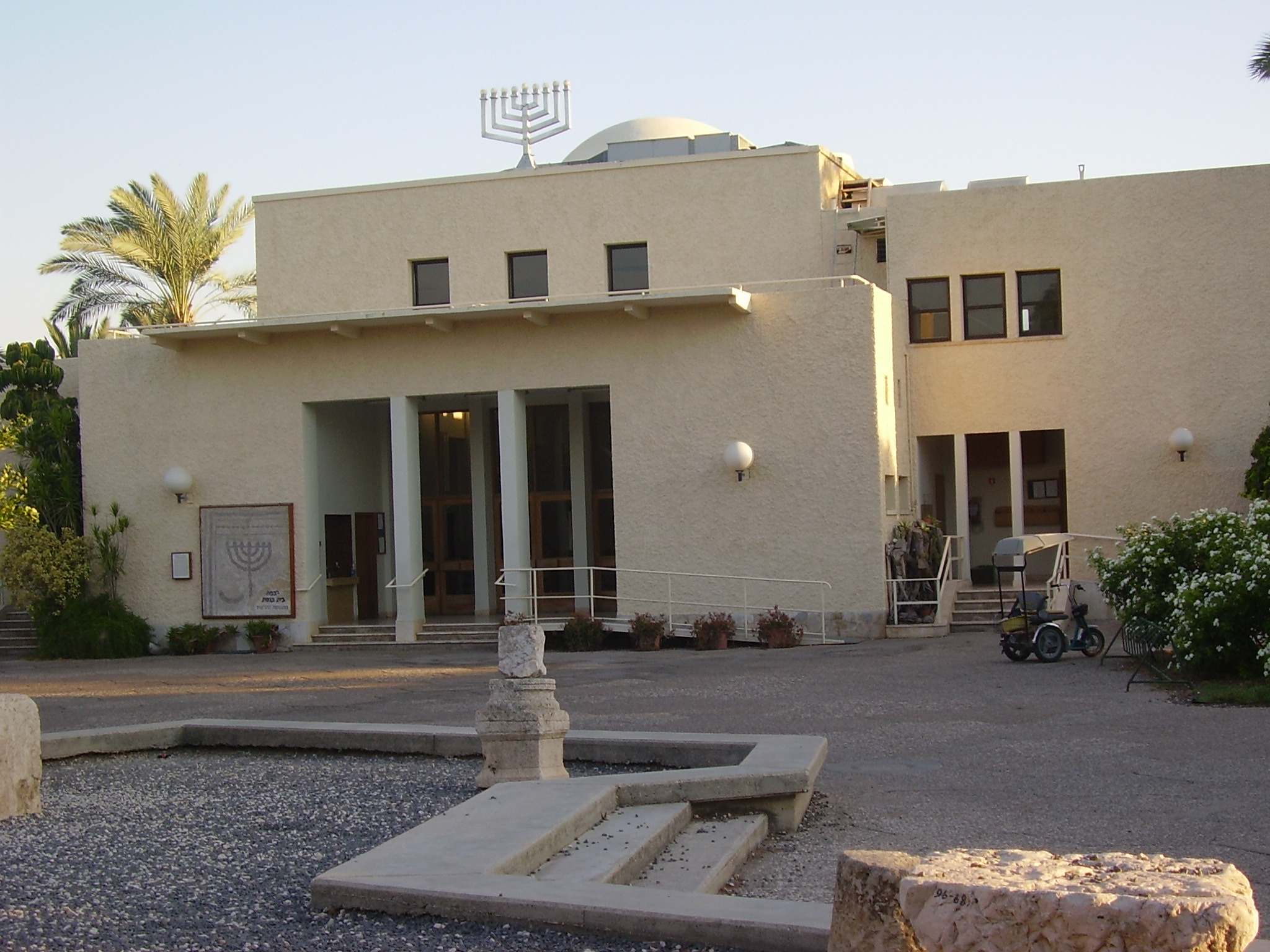
Synagoga v náboženském kibucu Tirat Cvi

Oblastní rada Emek ha-ma'ajanot byla ustavena roku 1949. Židovská osidlovací politika ale v tomto regionu začala již dříve. 10 z členských vesnic současné oblastní rady vzniklo koncem 30. let 20. století jako opevněné osady typu hradba a věž. Prvním z nich byl Tel Amal (nyní Nir David). Podmínkou pro zahájení osidlování byl výkup zdejších pozemků Židovským národním fondem. Dalších 5 zdejších vesnic bylo založeno během 50. let 20. století.
Zvláštností oblastní rady Emek ha-ma'ajanot je kompaktní skupina nábožensky orientovaných kibuců na jižním okraji regionu (například Tirat Cvi).
V roce 1995 oblastní rada uzavřela partnerství s federací židovských obcí v americkém Clevelandu. Oblastní rada počátkem 21. století trpěla demografickou a ekonomickou stagnací. Její vedení proto s podporou Židů z Clevelandu zahájilo program, jehož cílem má být zatraktivnění regionu. Součástí této kampaně byla i změna názvu oblastní rady ze stávajícího Bik'at Bejt Še'an (Údolí Bejt Še'an) na Emek ha-ma'ajanot (Údolí pramenů). Na výběr nového názvu si vedení oblastní rady najalo profesionální poradce v oboru marketingu. Nové pojmenování má odkazovat na 30 přírodních sladkovodních pramenů, které v tomto regionu vyvěrají.

## Seznam sídel v oblastní radě Emek ha-ma'ajanot
Oblastní rada Emek ha-ma'ajanot sdružuje 24 izraelských vesnic, které fungují buď jako kolektivně hospodařící komunity typu kibuc či mošav nebo jako individuální mošava. Sídlo úřadů oblastní rady leží východně od města Bejt Še'an, při lokální silnici číslo 7079. Starostou oblastní rady je od roku 2009 Joram Karin. Oblastní rada má velké pravomoci zejména v provozování škol, územním plánování a stavebním řízení nebo v ekologických otázkách.
kibucy
- Ejn ha-Naciv
- Gešer
- Chamadja
- Kfar Ruppin
- Ma'ale Gilboa
- Ma'oz Chajim
- Mejrav
- Mesilot
- Neve Ejtan
- Neve Ur
- Nir David
- Rešafim
- Sde Elijahu
- Sde Nachum
- Šluchot
- Tirat Cvi

mošavy
- Bejt Josef
- Rechov
- Revaja
- Sdej Trumot
- Jardena

společná osada
Tel Te'omim
mošava
Menachemja
rehabilitační centrum
Malkišua

## Demografie
K 31. prosinci 2014 žilo v oblastní radě Emek ha-ma'ajanot 12 000 obyvatel. Z celkové populace bylo 11 700 Židů. Včetně statistické kategorie „ostatní“ tedy nearabští obyvatelé židovského původu ale bez formální příslušnosti k židovskému náboženství jich bylo 12 000.
Do roku 2020 si vedení oblastní rady vytyčilo za cíl dosáhnout nárůstu počtu obyvatel v hranicích oblastní rady Emek ha-ma'ajanot na 20 000. Chce sem přilákat nové investice a pracovní místa.
| Rok            | 1961  | 1972  | 1983  | 1995  | 2006   | 2008   | 2009   | 2010   | 2011   | 2012   | 2013   | 2014   |
| -------------- | ----- | ----- | ----- | ----- | ------ | ------ | ------ | ------ | ------ | ------ | ------ | ------ |
| Počet obyvatel | 5 800 | 6 700 | 8 700 | 9 600 | 10 000 | 10 800 | 10 900 | 11 100 | 11 400 | 11 600 | 11 800 | 12 000 |

## Odkazy

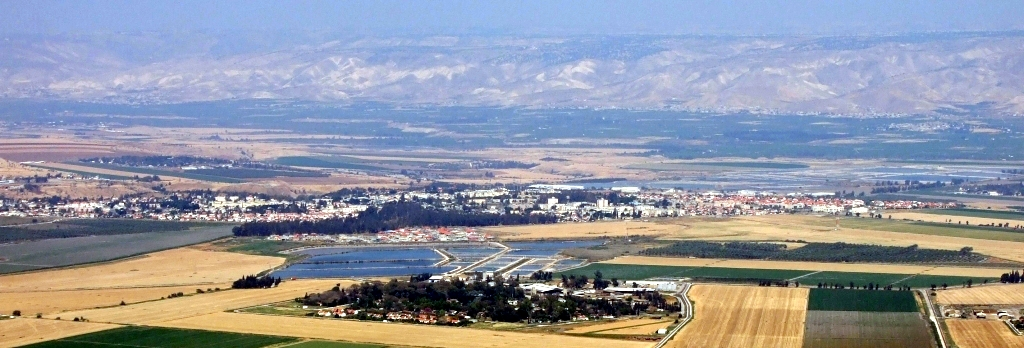
Celkový pohled na okolí města Bejt Še'an, v pozadí údolí řeky Jordán